# El Triunfo, Tapachula
El Triunfo är en ort i Mexiko.   Den ligger i kommunen Tapachula och delstaten Chiapas, i den sydöstra delen av landet, 900 km sydost om huvudstaden Mexico City. El Triunfo ligger 297 meter över havet och antalet invånare är 386.
Terrängen runt El Triunfo är kuperad åt sydväst, men åt nordost är den bergig. Runt El Triunfo är det ganska tätbefolkat, med 207 invånare per kvadratkilometer. Närmaste större samhälle är Huixtla, 9,6 km väster om El Triunfo. I omgivningarna runt El Triunfo växer i huvudsak städsegrön lövskog.